# František Valovič
František Valovič (ur. 23 października 1941, zm. 4 czerwca 2015) – czechosłowacki kierowca wyścigowy.

## Życiorys
Na początku lat 70. rozpoczął rywalizację Formułą Easter. W 1975 roku zadebiutował MTX 1-02 w Pucharze Pokoju i Przyjaźni. Rok później zmienił pojazd na MTX 1-03 i zajął m.in. piąte miejsce w wyścigu na torze Těrlický okruh. W sezonie 1977 dwukrotnie był piąty: w Toruniu i Albenie. W roku 1978 wygrał zawody w Toruniu i dwa razy zajął piąte miejsce. Umożliwiło mu to zajęcie dziesiątego miejsca w klasyfikacji końcowej. Ponadto w tym samym sezonie Valovič został mistrzem kraju.
W 1979 roku zawodnik skoncentrował się na startach sportowym MTX 2-03. Zajął wówczas trzecie miejsce w mistrzostwach kraju, trzykrotnie zdobywając podium. Wystartował ponadto wspólnie z Josef Studeničem w wyścigu serii ETCC w Brnie, jednak rywalizująca Škodą 130 RS załoga wyścigu nie ukończyła. Rok później załoga Valovič/Studenič/Dobrota nie zakwalifikowała się do czechosłowackiej rundy. Z kolei w mistrzostwach kraju Valovič zdobył dwa podia. W latach 1981–1982 zawodnik ponownie ścigał się formułą.

## Wyniki
| Legenda oznaczeń w tabelach wyników Wyświetl szablon na nowej stronie | Legenda oznaczeń w tabelach wyników Wyświetl szablon na nowej stronie                                                                     |
| Oznaczenie                                                            | Wyjaśnienie |
| --------------------------------------------------------------------- | --- |
| Złoty                                                                 | Zwycięzca lub mistrzostwo |
| Srebrny                                                               | 2. miejsce lub wicemistrzostwo |
| Brązowy                                                               | 3. miejsce lub II wicemistrzostwo |
| Zielony                                                               | Ukończył, punktował (w klasyfikacji generalnej, gdy zdobył co najmniej jeden punkt na przestrzeni sezonu, poza trzema powyższymi opcjami) |
| Niebieski                                                             | Ukończył, nie punktował (w klasyfikacji generalnej, gdy nie zdobył co najmniej jednego punktu na przestrzeni sezonu)                      |
| Czerwony                                                              | Nie zakwalifikował się (NZ) |
| Czerwony                                                              | Nie prekwalifikował się (NPK) |
| Różowy                                                                | Nie ukończył (NU) |
| Różowy                                                                | Niesklasyfikowany (NS) (w klasyfikacji generalnej, gdy nie został sklasyfikowany w żadnym wyścigu sezonu)                                 |
| Czarny                                                                | Zdyskwalifikowany (DK) |
| Czarny                                                                | Wykluczony (WYK/EX) |
| Biały                                                                 | Nie wystartował (NW) |
| Biały                                                                 | Kontuzjowany (K/INJ) |
| Biały                                                                 | Wyścig odwołany (OD/C) |
| Bez koloru                                                            | Został wycofany (WYC/WD) |
| Bez koloru                                                            | Nie przybył (NP/DNA) |
| Bez koloru                                                            | Nie brał udziału w treningach (NT/DNP) |
| Bez koloru                                                            | Nie został zgłoszony (–) |
| Pogrubienie                                                           | Start z pole position |
| Kursywa                                                               | Najszybsze okrążenie wyścigu |
| †                                                                     | Nie ukończył, ale jego rezultat został zaliczony ze względu na przejechanie więcej niż 90% dystansu wyścigu.                              |
| *                                                                     | Sezon w trakcie |
| 1/2/3                                                                 | Punktowana pozycja w sprincie kwalifikacyjnym                                                                                             |
| Lista systemów punktacji Formuły 1                                    | |

### Puchar Pokoju i Przyjaźni
| Rok  | Samochód | Silnik | Wyniki w poszczególnych eliminacjach | Wyniki w poszczególnych eliminacjach | Wyniki w poszczególnych eliminacjach | Wyniki w poszczególnych eliminacjach | Wyniki w poszczególnych eliminacjach | Pkt. | Msc. |
| ---- | -------- | ------ | ------------------------------------ | ------------------------------------ | ------------------------------------ | ------------------------------------ | ------------------------------------ | ---- | ---- |
| 1975 |          |        |                                      |                                      | Czechosłowacja                       |                                      |                                      | ?    | ?    |
| 1975 | MTX 1-02 | Łada   | -                                    | 10                                   | NU                                   | -                                    |                                      | ?    | ?    |
| 1976 |          |        |                                      |                                      | Czechosłowacja                       |                                      | Czechosłowacja                       | 76   | 17   |
| 1976 | MTX 1-03 | Łada   | -                                    | 9                                    | NU                                   | -                                    | 5                                    | 76   | 17   |
| 1977 |          |        |                                      |                                      | Czechosłowacja                       |                                      |                                      | 80   | 17   |
| 1977 | MTX 1-03 | Łada   | NU                                   | 24                                   | NU                                   | 5                                    | 5                                    | 80   | 17   |
| 1978 |          |        |                                      |                                      | Czechosłowacja                       |                                      |                                      | 130  | 10   |
| 1978 | MTX 1-03 | Łada   | 5                                    | -                                    | 5                                    | 1                                    | NU                                   | 130  | 10   |

### European Touring Car Championship
| Rok  | Zespół                           | Samochód     | Wyniki w poszczególnych eliminacjach | Wyniki w poszczególnych eliminacjach | Wyniki w poszczególnych eliminacjach | Wyniki w poszczególnych eliminacjach | Wyniki w poszczególnych eliminacjach | Wyniki w poszczególnych eliminacjach | Wyniki w poszczególnych eliminacjach | Wyniki w poszczególnych eliminacjach | Wyniki w poszczególnych eliminacjach | Wyniki w poszczególnych eliminacjach | Wyniki w poszczególnych eliminacjach | Wyniki w poszczególnych eliminacjach | Wyniki w poszczególnych eliminacjach | Pkt. | Msc. |
| ---- | -------------------------------- | ------------ | ------------------------------------ | ------------------------------------ | ------------------------------------ | ------------------------------------ | ------------------------------------ | ------------------------------------ | ------------------------------------ | ------------------------------------ | ------------------------------------ | ------------------------------------ | ------------------------------------ | ------------------------------------ | ------------------------------------ | ---- | ---- |
| 1979 |                                  |              | Włochy                               | Włochy                               | Włochy                               | Wielka Brytania                      | Hiszpania                            | Austria                              | Czechosłowacja                       |                                      | Holandia                             | Austria                              | Włochy                               | Wielka Brytania                      | Belgia                               | 0    | NS   |
| 1979 | AMK Slovnaft Bratislava          | Škoda 130 RS | -                                    | -                                    | -                                    | -                                    | -                                    | -                                    | NU                                   | -                                    | -                                    | -                                    | -                                    | -                                    | -                                    | 0    | NS   |
| 1980 |                                  |              | Włochy                               | Włochy                               | Wielka Brytania                      | Austria                              | Czechosłowacja                       | Włochy                               |                                      | Wielka Brytania                      | Belgia                               |                                      |                                      |                                      |                                      | 0    | NS   |
| 1980 | AMK Svazarmu Slovnaft Bratislava | Škoda 130 RS | -                                    | -                                    | -                                    | -                                    | NZ                                   | -                                    | -                                    | -                                    | -                                    |                                      |                                      |                                      |                                      | 0    | NS   |